# Lepidosperma rostratum
Lepidosperma rostratum är en halvgräsart som beskrevs av Stanley Thatcher Blake. Lepidosperma rostratum ingår i släktet Lepidosperma och familjen halvgräs. Inga underarter finns listade i Catalogue of Life.